# سوسن أباد (سلماس)
سوسن‌ أباد هي قرية في مقاطعة سلماس، إيران. عدد سكان هذه القرية هو 167 في سنة 2006.